# Amanda McBroom
Amanda McBroom (Woodland Hills, 9 agosto 1947) è una cantautrice, attrice e doppiatrice statunitense.
La sua canzone più famosa è The Rose, che - nella versione cantata da Bette Midler per la colonna sonora dell'omonimo film - fece vincere alla McBroom il Golden Globe per la migliore canzone originale nel 1980.
In collaborazione con la musicista Michele Brourman ha scritto diverse canzoni per lungometraggi animati, tra cui molti della serie Alla ricerca della Valle Incantata e dei film Balto - Il mistero del lupo e Balto - Sulle ali dell'avventura. Ha anche scritto i testi per il musical Dangerous Beauty, tratto dal film Padrona del suo destino, e musicato dalla stessa Brourman.
Come attrice è attiva soprattutto in serie TV: Hawaii Squadra Cinque Zero, Charlie's Angels, Starsky & Hutch, Cuore e batticuore, M*A*S*H, Magnum, P.I., Star Trek: The Next Generation. Ha poi prestato la sua voce a diversi cartoni animati: Fonzie e la Happy Days Gang, I Puffi, GoBots, Super Friends.
Amanda McBroom è figlia dell'attore David Bruce.